# 国鉄ク300形貨車
国鉄ク300形貨車（こくてつク300がたかしゃ）は、1965年（昭和40年）・1966年（昭和41年）に東急車輛製造と日本車輌製造でそれぞれ1両ずつ（ク300, ク301）が製造された、日産自動車が所有する私有貨車である。車籍は日本国有鉄道（国鉄）に編入された。当初は大物車（シ300形）として計画されていたが、製造直前の1965年（昭和40年）12月1日に称号規程が改正され、これにより新設された車運車として落成した。

## 背景
トヨタ自動車販売用のシム1000形、ダイハツ工業用のシム2000形、三菱重工業（後に分社化されて三菱自動車工業）用のシム3000形に続いて、日産自動車が鉄道で自動車（新車）を輸送するために開発した。積荷は、当初はブルーバード、後にサニーとなっている。

## 設計
同じク300形に分類されているが、1965年（昭和40年）12月東急車輛製造製のク300と、1966年（昭和41年）2月日本車輌製造製のク301では様々な点が異なっている。どちらの車両もボギー車で、上下2段に自動車を積載し、下段は横（枕木方向）に2列、縦（線路方向）に4列の8台、上段は縦に1列4台の合計12台を搭載できる。

### ク300
ク300は全長18,330 mm、全幅2,991 mm、全高3,717 mmで自重は19.9 t、荷重は当初12 tで後に8 tになった。1966年（昭和41年）公示の運賃計算トン数では24 tの扱いとされている。台枠の側枠は魚腹形で、台車はTR41C-1形というこの形式のみのものが使われている。自動空気ブレーキの他に手ブレーキ操作ハンドルが両端に1つずつ、点対称の位置に取り付けられている。
自動車は、貨車に取り付けられているテーブルを横に引き出して、これに固定してテーブルごと貨車に搭載する方式になっていた。下段、上段共に中央付近で分割された2枚のテーブルになっており、両車端側を軸として回転させてテーブルの一部をホーム側へ引き出すことができた。上段テーブルは、車体中央付近両側に立てられた柱で中央側を支持されており、この内部に昇降装置が組み込まれていて中央側のみを下段の位置まで斜めに傾けて降ろし、この状態で下段テーブルと一緒にホーム側へ回転させて引き出す構造であった。昇降装置は電動チェーン式で交流100 Vの電源プラグが用意されていた。また、複数車両連結時に上段を自動車が自走して隣の車両に移れるように渡り板が用意されており、両端とも、妻面に向かって左側に折りたたみ式のものを装備していた。つまり連結した時に連結相手側の車両に装備されている渡り板と併用することで車路が形成される構造である。

### ク301
ク301は全長18,920 mm、全幅2,957 mm、全高3,850 mmで自重は19.5t、荷重と運賃計算トン数はク300と同じである。台枠はク300と変わって平台枠となり、台車はコイルばねとオイルダンパを装備したTR41D-1形というもので、後に改造で全く同一の形式名の台車が現れるが別のものである。自動空気ブレーキの他に側ブレーキを装備していた。
自動車の積載方式は、ク300と同様にテーブルに固定してテーブルごと貨車に積載するという点では同じであったが、テーブルの動かし方が異なっていた。下段は、ク300では両端を軸として中央側が回転していたが、本車ではどちらのテーブルも同じ側を軸として回転するため、一方のテーブルは車体中央に回転軸がある。またク300では上段も2枚のテーブルに分割されていたが、本車では上段は1枚のテーブルとなっており、中央部分の支柱はなかった。この長いスパンを支えるために上段はガーダー構造になっていた。下段テーブルの回転軸が無い側の車端の支柱に昇降装置が組み込まれており、これにより上段テーブルは斜めに傾けられて下に降ろされ、これをホーム側に引き出して荷役を行う。昇降装置はク300と同様の電動チェーン式交流100 V駆動である。上段同士の渡り板は本車にも装備されていたが、こちらは昇降装置のある側の一端に左右両方の渡り板が装備されていて反対側には渡り板が無い。つまり全ての車両の連結向きを揃えることで、渡り面ではどちらか一方の車両の渡り板により車路が形成される構造である。このことからク300と本車を連結しても、渡り板が干渉するかどちらか一方側しかないため渡ることができない。
これらの2両はどちらも同じ形式であるとはいえ、魚腹形台枠と平台枠、中央の支柱の有無、さらにク301の上段ガーダー構造など、外観は大きく異なるものであった。

## 運用
新興駅常備として運用されたが、実際には日産追浜工場で生産された自動車を輸送するために横須賀駅を拠点として運用されていた。1965年（昭和40年）12月から宮城野駅（現在の仙台貨物ターミナル駅）を始め、北陸・東北方面への試験輸送が行われた。1967年（昭和42年）2月にサニー対応のために緊締装置やタイヤガイドなどが改造されて荷重が8 トンに変更された。しかしク5000形による輸送が普及したため不要となり、1972年（昭和47年）3月に廃車となった。